# Вербовское кладбище
Ве́рбовское кладбище — основной городской некрополь Мурома, расположенный в районе Вербовский.

## История
Кладбище основано в 1970 году в связи с переполненностью старого городского Напольного кладбища.
В 1996 году на кладбище был заложен православный храм, строительство которого было окончено в 1997 году, а 1 января 1998 года храм был освящён в честь Илии Муромца. Церковь не имеет собственного клира, но приписана к храму святого Андрея Первозванного.

## Мемориальные захоронения
Среди погребённых — ряд репрессированных — П. Н. Сигаев и др.
На кладбище похоронены Герои СССР В. И. Кружалов, В. М. Краснов, В. И. Филатов, И. Я. Рязанов и другие.
Среди погибших в Октябрьский переворот 1993 года — Герой России муромлянин Р. С. Коровушкин